# Dicotomía exponencial
En matemáticas, dentro de la teoría de los sistemas dinámicos y ecuaciones diferenciales ordinarias, una Dicotomía Exponencial es una propiedad de un punto de equilibrio que extiende la idea de hiperbolicidad a los sistemas no autónomos .

## Definición
Si tenemos el sistema lineal no autónomo en {\displaystyle \mathbb {R} ^{n}}
{\displaystyle {\dot {\mathbf {x} }}=A(t)\mathbf {x} }
cuya matriz solución fundamental {\displaystyle \Phi }, tal que {\displaystyle \Phi (0)={\text{Id}}_{\mathbb {R} ^{n}}}, entonces decimos que el punto de equilibrio {\displaystyle 0_{\mathbb {R} ^{n}}} tiene una Dicotomía Exponencial si existe una matriz (constante) {\displaystyle P} tal que {\displaystyle P^{2}=P}  (proyección) junto a constantes positivas {\displaystyle K}, {\displaystyle L}, {\displaystyle \alpha } y {\displaystyle \beta } tales que
{\displaystyle ||\Phi (t)P\Phi ^{-1}(s)||\leq Ke^{-\alpha (t-s)}{\mbox{ for }}s\leq t<\infty }
y
{\displaystyle ||\Phi (t)(I-P)\Phi ^{-1}(s)||\leq Le^{-\beta (s-t)}{\mbox{ para }}s\geq t>-\infty .}
Si además, {\displaystyle L={\frac {1}{K}}} y {\displaystyle \beta =\alpha }, entonces decimos que {\displaystyle 0_{\mathbb {R} ^{n}}} tiene una dicotomía exponencial uniforme .
Las constantes {\displaystyle \alpha } y {\displaystyle \beta } nos permiten definir la ventana espectral del punto de equilibrio, {\displaystyle (-\alpha ,\beta )}.

## Explicación
La matriz {\displaystyle P} es una proyección sobre el subespacio estable e {\displaystyle {\text{Id}}_{\mathbb {R} ^{n}}-P} es una proyección sobre el subespacio inestable. Lo que dice la dicotomía exponencial es que la norma de la proyección sobre el subespacio estable de cualquier órbita en el sistema decae exponencialmente a medida que {\displaystyle t\rightarrow +\infty } y la norma de la proyección sobre el subespacio inestable de cualquier órbita decae exponencialmente a medida que {\displaystyle t\rightarrow -\infty }, más aún, los subespacios estables e inestables son complementarios (puesto que {\displaystyle \left[P\oplus (I-P)\right]\mathbb {R} ^{n}=\mathbb {R} ^{n}} ).
Un punto de equilibrio con una Dicotomía Exponencial tiene muchas de las propiedades que posee un punto de equilibrio hiperbólico en sistemas autónomos. De hecho, es posible probar que un punto hiperbólico tiene una dicotomía exponencial.